# Javier Jattin
Javier Jattin (ur. 24 kwietnia 1983 roku w Barranquilla, w północnej Kolumbii) – kolumbijski aktor telewizyjny, prezenter i model pochodzenia libańskiego.
Studiował architekturę i malarstwo. W 2001 r. rozpoczął pracę jako model dla różnych kampanii reklamowych oraz uczestniczył w głównych pokazach mody, w 2005 roku został wybrany jako najlepszy model w kraju, a w latach 2006–2007 jako najlepszy model na Fashion Week w Meksyku. Uczył się aktorstwa pod kierunkiem aktorki Victorii Hernández. Był także gospodarzem międzynarodowego kanału CityTv.

## Filmografia

### Telenowele
- 2007: Tu voz estéreo
- 2008: El penúltimo beso jako Kike
- 2008: Aquí no hay quien viva - Colombia
- 2009–2010: Bananowa młodzież (Niños ricos, pobres padres) jako Matías Quintana
- 2010–2011: Chepe Fortuna jako José "Chepe Fortuna"
- 2011–2012: Primera dama jako Mariano Zamora
- 2012: Casa de reinas jako Chepe Fortuna
- 2012−2013: La mujer del Vendaval jako Camilo Preciado (czarny charakter)
- 2013–2014: Las Trampas del Deseo jako Darío Alvarado
- 2014: El color de la pasión jako Román